# Toca (araña)
Toca es un género de arañas araneomorfas de la familia Ctenidae. Se encuentra en Brasil.

## Lista de especies
Según The World Spider Catalog 12.0:
- Toca bossanova Polotow & Brescovit, 2009
- Toca samba Polotow & Brescovit, 2009